# انیا
انیا، با نام اصلی Eithne Ní Bhraonáin (که گاهی در رسانه‌ها با نام انگلیسی Enya Brennan معرفی می‌شود) یکی از تک‌خوان‌های ایرلندی است. انیا تلفظ تقریبی کلمهٔ Eithne در زبان ایرلندی است.
انیا در سال‌های ۲۰۰۱ و ۲۰۰۲ به عنوان پرفروش‌ترین خوانندهٔ زن سال شناخته شده‌است.
او با ادغام ملودی‌های فولکلوری، پس‌زمینه‌های سینتی‌سایزری و موتیف‌های کلاسیک، سبک کاملاً متمایزی را به وجود آورده‌است که در ظاهر بیشتر از موسیقی سلتی به موسیقی عصر جدید شباهت دارد ولی خودش از طبقه‌بندی آهنگ‌هایش در سبکی خاص اجتناب می‌کند.
وی تا کنون چهار جایزه گرمی را از آن خود کرده‌است که آخرین آن‌ها برای آلبوم آمارانتاین در مصاف با آلبوم‌هایی چون آ پوستریوری از پروژهٔ موسیقی انیگما بود.

## زندگی
انیا در ۱۷ می۱۹۶۱ میلادی به دنیا آمد و کودکی خودش را در جیودر در استان دانگال واقع در شمال غربی ایرلند گذراند. او چهار برادر به نام‌های Pól, Ciarán, Leon و Bartly و همچنین چهار خواهر به نام‌های Máire (Moya), Deidre, Olive و Bridin دارد.
پدربزرگ و مادربزرگ انیا رهبری یک گروه موسیقی سیار را بر عهده داشتند. مادربزرگ انیا نوازندهٔ درام و پدربزرگش نوازندهٔ پیانو بود. مادر انیا Máire نیز در یک گروه رقص می‌نواخت که بعد از فروپاشی این گروه به آموزش موسیقی روی آورد. پدر انیا نیز عضو یک گروه نمایش بود. تمام اعضای خانواده در مسابقات بسیاری برنده شده و در موسیقی سنتی ایرلند مشهور هستند.
انیا در خلال مدرسه پیانو و موسیقی کلاسیک را آموخت. سه نفر از خواهر و برادرهای بزرگ‌ترش Máire, Ciarán و Pól به همراه دایی‌هایشان Pádraig Ó Dugáin و Noel Ó Dugáin یک گروه موسیقی محلی به نام کلاناد تشکیل دادند. در سال ۱۹۸۰ به پیشنهاد Fachtna Ó Kelly، مدیر گروه، انیا نیز عضو گروه شد و در ضبط دو آلبوم به نام‌های درخت سیب* و صدا* شرکت کرد. او در این گروه علاوه بر وکال، پیانو الکتریکی نیز می‌نواخت. انیا دو سال در اکثر اجراها همراه گروه بود و پس از اتمام تور اروپا از گروه جدا شد.

## پیشینهٔ آثار منتشرشده
انیا در سال‌های ۳–۱۹۸۲ شروع به ترانه‌سرایی کرد و هم‌زمان نوازندگی ساکسیفون را آموخت. در سال ۱۹۸۴ وی دو آلبوم به نام‌های خانم کلر به یاد می‌آورد* و باد خورشیدی* را در کاست touch travel منتشر کرد. سپس دیوید پوتنام که به دنبال آهنگسازی برای فیلم بعدی خودش به نام شاهزادهٔ وزغ* می‌گشت، پیشنهاد این کار را به انیا داد.
در سال ۱۹۸۶ انیا در طی یک قرارداد با بی‌بی‌سی، موسیقی مجموعهٔ مستند سلت‌ها را ساخت. این آلبوم بعدها به صورت جداگانه با نام انیا منتشر شد؛ که چندان موفقیتی در آن زمان به دست نیاورد.
در سال ۱۹۸۷ انیا با آلبوم Watermark تمام نظرها را به خود جلب کرد.. آهنگ Orinoco Flow این آلبوم در بریتانیا بالاترین فروش را به خود اختصاص دادو ۸ میلیون نسخه از آن فروخته شد.
در سال ۱۹۹۱ انیا با آلبوم قمرهای چوپان* دوباره بالاترین فروش را در بریتانیا بدست آورد. بیش از ۱۰ میلیون کپی از این آلبوم در دنیا فروخته شد و انیا برندهٔ اولین جایزه گرمی شد.
در سال ۱۹۹۵ انیا آلبوم خاطرهٔ درختان* را منتشر کرد که جایزهٔ گرمی را به عنوان بهترین آلبوم عصر جدید* بدست آورد.
در سال ۱۹۹۷ انیا مجموعه‌ای از آهنگ‌های قبلی خودش را به همراه دو آهنگ جدید به نام‌های «فقط اگر…»* و «آسمان را با ستارگان نقاشی کن»* را در آلبوم آسمان را با ستارگان نقاشی کن منتشر کرد. انیا همچنین در همین سال یک مجموعهٔ سه سی‌دی‌ای به نام جعبه‌ای از رؤیاها* منتشر کرد. نام این سی‌دی‌ها ابرها*، اقیانوسها* و ستارگان* بودند که شامل منتخبی از آهنگ‌های انیا از سال ۱۹۸۷ تا ۱۹۹۷ بودند.
در سال ۲۰۰۰ انیا آلبومی به نام یک روز بدون باران* را منتشر کرد. این آلبوم در سال ۲۰۰۲ برندهٔ جایزهٔ گرمی بهترین آلبوم عصر جدید شد و بیش از ۱۲ میلیون از آن در دنیا فروش رفت.
در سال ۲۰۰۱ پیتر جکسون از انیا خواست که دو آهنگ برای فیلم اولین بخش از مجموعهٔ سه‌گانهٔ ارباب حلقه‌ها بسازد. انیا در Aniron و May it Be با وی همکاری کرد. آهنگ May it be همچنین نامزد جایزهٔ اسکار شده و در مراسم اسکار به‌طور زنده اجرا شد.
در نوامبر سال ۲۰۰۵ انیا آلبوم Amarantine را منتشر کرد.
برای علاقه‌مندان به اشعار انیا کتابی با نام ترانه‌های انیا توسط امیر محمد جواهری ترجمه شده‌است.

## سایر تک‌آهنگ‌ها
- ۶ Tracks (1989) This was released to mark the 10th anniversary of her debut album. The song "Out Of The Blue" was also released as "Portrait (Out Of The Blue)" on other albums.
- Oíche Chiún (Silent Night) (1989) "Oíche Chiún" is an زبان ایرلندی version of the traditional Christmas carol Silent Night. (Chiún apparent misspelling of Chiúin.)
- ۳ Tracks EP (۱۹۹۰) This disc was issued as "Orinoco Flow" in Japan, but labeled as "3 Tracks EP" in English.
- May It Be (۲۰۰۲)

## رتبه‌بندی موسیقی

### آلبوم‌ها
| سال  | آلبوم                    | UK | US  |
| ---- | ------------------------ | -- | --- |
| ۱۹۸۹ | Watermark                | ۵  | ۲۵  |
| ۱۹۹۱ | Shepherd Moons           | ۱  | ۱۷  |
| ۱۹۹۲ | The Celts [Re-Issue]     | ۱۰ | N/A |
| ۱۹۹۶ | The Memory of Trees      | ۵  | ۹   |
| ۱۹۹۸ | Paint the Sky With Stars | ۴  | ۳۰  |
| ۲۰۰۱ | A Day Without Rain       | ۶  | ۲   |
| ۲۰۰۵ | Amarantine               | ۸  | ۶   |
| ۲۰۰۵ | And Winter Came          | ۸  | ۶   |

### تک‌آهنگ‌ها
| سال  | آهنگ                                                            | UK singles | US Hot 100 | US Adult                                                                  | آلبوم                    |
| ---- | --------------------------------------------------------------- | ---------- | ---------- | ------------------------------------------------------------------------- | ------------------------ |
| ۱۹۸۸ | "Orinoco Flow (Sail Away)"                                      | ۱          | ۲۴         | ۷                                                                         | Watermark                |
| ۱۹۸۸ | "Evening Falls..."                                              | ۲۰         | -          | -                                                                         | Watermark                |
| ۱۹۸۹ | "Storms in Africa (Part II)"                                    | ۴۱         | -          | -                                                                         | Watermark                |
| ۱۹۹۱ | "Caribbean Blue"                                                | ۱۳         | ۷۹         | ۲۹                                                                        | Shepherd Moons           |
| ۱۹۹۱ | "How Can I Keep From Singing?"                                  | ۳۲         | -          | -                                                                         | Shepherd Moons           |
| ۱۹۹۲ | "Book Of Days"                                                  | ۱۰         | -          | -                                                                         | Shepherd Moons           |
| ۱۹۹۲ | "The Celts"                                                     | ۲۹         | -          | -                                                                         | The Celts                |
| ۱۹۹۵ | "Anywhere Is"                                                   | ۷          | -          | -                                                                         | The Memory of Trees      |
| ۱۹۹۶ | "On My Way Home"                                                | ۲۶         | -          | -                                                                         | The Memory of Trees      |
| ۱۹۹۷ | "Only If..."                                                    | ۴۳         | ۸۸         | -                                                                         | Paint the Sky With Stars |
| ۲۰۰۱ | "Only Time"                                                     | ۳۲         | ۱۰         | ۱                                                                         | A Day Without Rain       |
| ۲۰۰۱ | "Wild Child"                                                    | ۷۲         | -          | ۱۲                                                                        | A Day Without Rain       |
| ۲۰۰۲ | "I Don't Wanna Know" (Mario Winans featuring شان کامز and Enya) | ۱          | ۲          | -                                                                         | Hurt No More (Winans)    |
| ۲۰۰۲ | "You Should Really Know" (دزد دریایی (ابهام‌زدایی))              | ۸          | -          | -                                                                         | -                        |
| ۲۰۰۵ | "Amarantine"                                                    | ۵۳         | -          | ۱۲                                                                        | Amarantine               |
| ۲۰۰۵ | "Trains and Winter Rains"                                       | ۵۳         | -          | align="center" valign="top" align="left" valign="top"\|And Winter Came... |                          |